# Summer Altice
Summer Altice, geboren als Summer Danielle Altice (Fountain Valley, 23 december 1979), is een Amerikaans model en actrice.
Altice werd geboren in 1979 en werd vernoemd naar Miss USA 1975, Summer Bartholomew. In 1995 stond ze op de cover van het magazine YM. Hierna tekende ze een modellencontract bij Elite Model. Ze sierde ook de cover van GQ, Max en Maxim. In augustus 2000 was ze de Playmate van de maand van Playboy.
Altice speelde ook mee in enkele films zoals The Scorpion King, Shanghai Kiss, Wedding Crashers en You, Me and Dupree.